# Cesare Cipolletti
Cesare Cipolletti (Roma, 11 novembre 1843 – Oceano Atlantico, 23 gennaio 1908) è stato un ingegnere italiano.

## Biografia

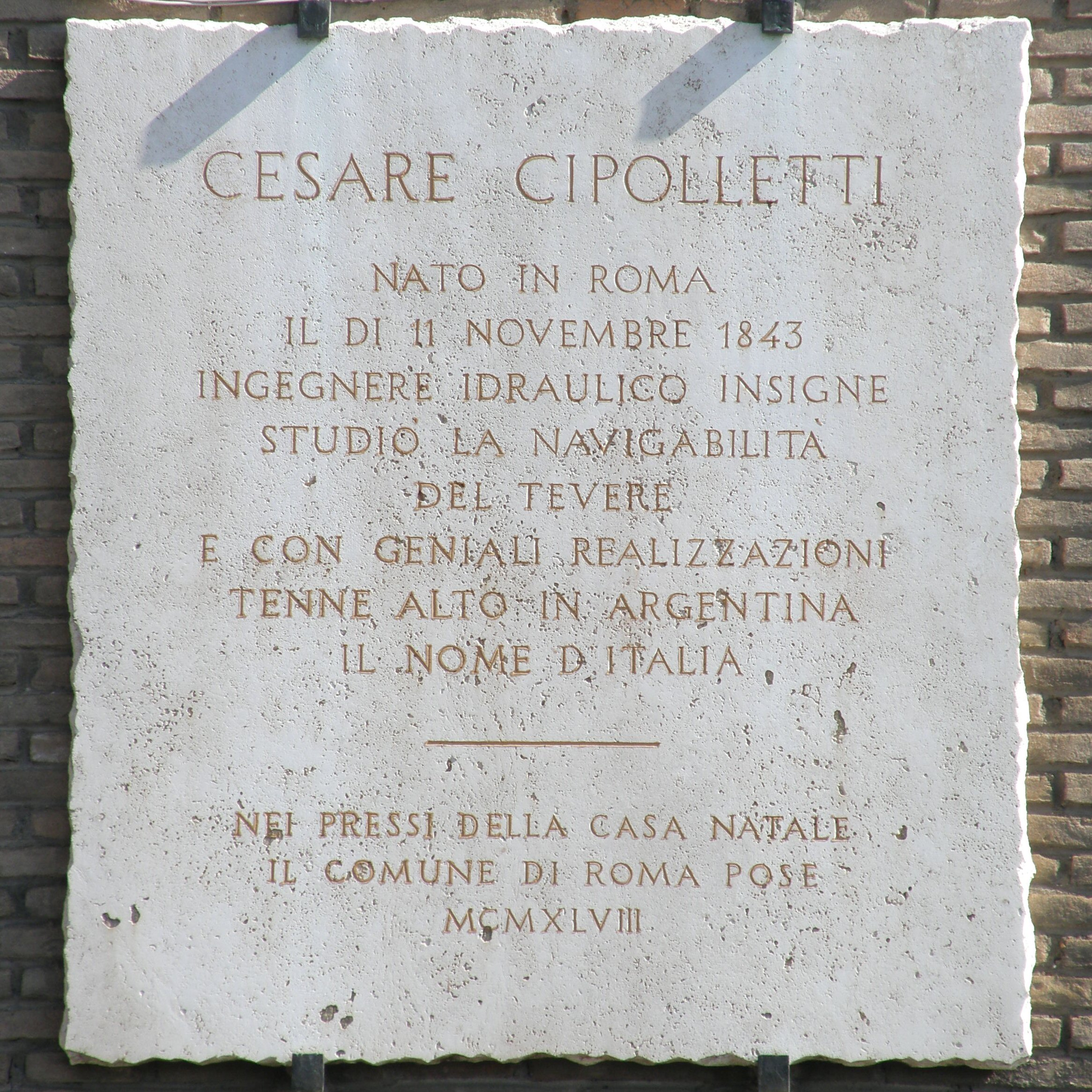
Lapide presso la casa natale di Cipolletti all'Isola Tiberina

Cipolletti si specializzò in ingegneria idraulica a Roma laureandosi con lode alla Sapienza in ingegneria nel 1864. In seguito lavorò come direttore tecnico per la Società Italiana Condotte a Vicenza, Padova e Milano, nella costruzione di acquedotti come quello di Firenze. Successivamente diresse i lavori del canale Villoresi e della diga di deviazione del fiume Ticino. Ottenne numerose lodi da studiosi britannici e americani per aver inventato un modulo di misurazione delle acque. La sua fama arrivò in Argentina dove il governo gli propose di completare l'acquedotto locale.
Arrivò in Argentina nel decennio 1880, progettò dighe nel bacino della provincia di Mendoza, nei fiumi Tunuyán e Mendoza. Nel decennio successivo, studiò il bacino dei fiumi Limay, Neuquén e Rio Negro, per sfruttare le risorse idriche della regione e metodi per contenere le inondazioni. Mentre si recava in Argentina con la nave "Tommaso di Savoia" venne a mancare il 23 gennaio 1908 in viaggio nei pressi delle Canarie. In sua memoria la città rionegrina di Confluencia venne ribattezzata Cipolletti e gli venne dedicata una statua.

## Opere

Delle forze idrauliche, 1887

- Canale Villoresi: modulo per la dispensa delle acque, stramazzo libero di forma trapezia a coefficiente di contrazione costante, Milano, Ulrico Hoepli, 1886.
- Acquedotto di Milano, Milano, Stabilimento tipografico P. B. Bellini & C., 1887.
- Delle forze idrauliche che possono crearsi nell'alto milanese e condursi nella città di Milano, Roma, Tipografia del genio civile, 1887.